# オービター (探査機)
オービター（英: orbiter）は、軌道（orbit）を原語とし、そこから派生した語。「軌道を走るもの」の意。通常は宇宙探査機に対して用いられ、天体（主に惑星）を周回する宇宙探査機のこと。地球を周回する人工衛星も定義的に含まれるが、その意で使うことはほぼない。

## 一覧

### 太陽
- パイオニア5号
- パイオニア6号
- パイオニア7号
- パイオニア8号
- パイオニア9号
- ヘリオス
- ISEE-3
- ユリシーズ
- WIND
- SOHO
- ACE
- ジェネシス
- STEREO

### 水星
- メッセンジャー

### 金星
- ベネラ9号
- ベネラ10号
- パイオニア・ビーナス・オービター
- ベネラ15号
- ベネラ16号
- マゼラン
- ビーナス・エクスプレス
- あかつき

### 地球

#### 月
- ルナ10号
- エクスプローラー33号
- ルナ・オービター1号
- ルナ11号
- ルナ12号
- ルナ・オービター2号
- ルナ・オービター3号
- ルナ・オービター4号
- エクスプローラー35号
- ルナ・オービター5号
- ルナ14号
- ルナ19号
- エクスプローラー49号
- ルナ22号
- ひてん
- クレメンタイン
- ルナ・プロスペクター
- SMART-1
- かぐや
- 嫦娥1号
- チャンドラヤーン1号

### 火星
- マリナー9号
- マルス2号
- マルス3号
- マルス5号
- バイキング1号
- バイキング2号
- フォボス2号
- マーズ・グローバル・サーベイヤー
- 2001マーズ・オデッセイ
- マーズ・エクスプレス
- 天問1号
- マーズ・リコネッサンス・オービター

### 木星
- ガリレオ

### 土星
- カッシーニ

### 小惑星
- NEARシューメーカー（433 エロスを周回、最終的に着陸）
- はやぶさ（25143 イトカワを周回、最終的に地球に大気圏突入）